# ألين مورغان (موجه قوارب)
ألين مورغان (بالإنجليزية: Allen Morgan)‏ هو موجه قوارب ‏ أمريكي، ولد في 16 يوليو 1925 في سياتل في الولايات المتحدة، وتوفي بنفس المكان في 12 سبتمبر 2011.

## وصلات خارجية
- ألين مورغان على موقع الاتحاد الدولي للتجديف (الإنجليزية)
- ألين مورغان على موقع اللجنة الأولمبية الدولية (الإنجليزية)
- ألين مورغان على موقع أوليمبيديا (الإنجليزية)